# جيمس هاريسون أوليفر
جيمس هاريسون أوليفر (بالإنجليزية: James Harrison Oliver)‏ هو ضابط أمريكي، ولد في 15 يناير 1857 في مقاطعة هيوستون في الولايات المتحدة، وتوفي في 6 أبريل 1928 في Shirley Plantation ‏ في الولايات المتحدة.